# 杰奥尔杰塔·加博尔
杰奥尔杰塔·加博尔（羅馬尼亞語：Georgeta Gabor，1962年1月10日—），罗马尼亚女子竞技体操运动员。她曾代表罗马尼亚获得1976年夏季奥运会体操比赛女子团体全能银牌。